# Mauricio Moiguier
Mauricio A. Moiguier – argentyński zapaśnik walczący w obu stylach. 
Zajął piąte miejsce na igrzyskach panamerykańskich w 1991 i szóste w 1987. Wygrał igrzyska Ameryki Południowej w 1986. Zdobył dwa medale mistrzostw Ameryki Południowej w 1990 roku.